# Claudius Lavergne
Pour les articles homonymes, voir Lavergne.

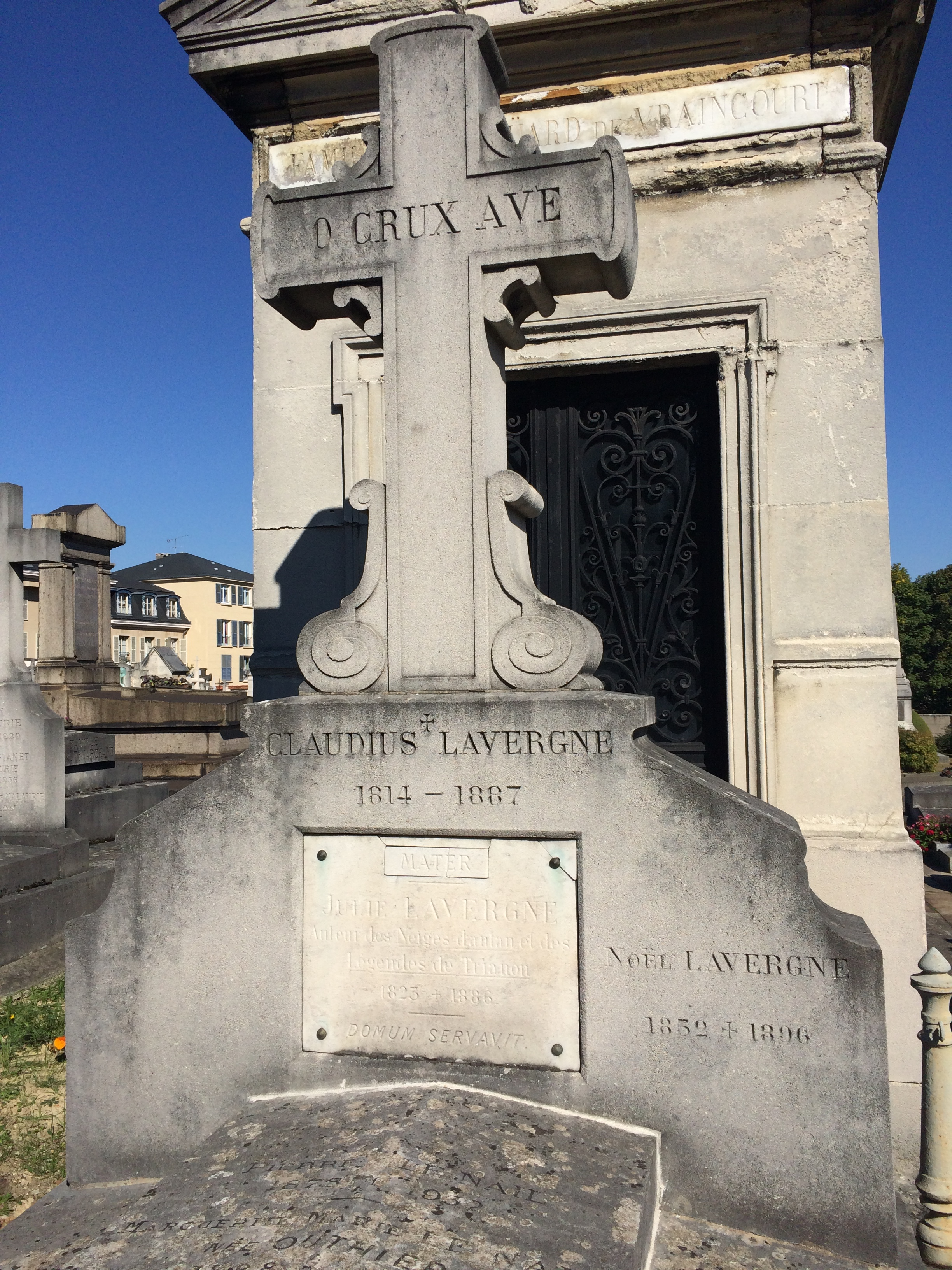
Sépulture de Claudius Lavergne au cimetière Saint-Louis de Versailles (78).

Claudius Lavergne né le 10 décembre 1815 à Lyon et mort le 31 décembre 1887 à Paris est un peintre et critique d'art français.
Il est également peintre verrier et inspecteur des monuments historiques.

## Biographie
Petit-fils du peintre d'histoire Claude Lavergne et fils du peintre héraldiste et d'équipage Marin Lavergne (1796-1881), Claudius Lavergne a vu son enfance bercée par la peinture, l'histoire et un point — lui venant de sa mère Marie Thérèse Benoîte Chauve (1798-1817), morte en couches —, la religion. Il commence son éducation à la maison de l'ancienne Intendance près de l'église Saint-Martin d'Ainay. Il y est un excellent élève mais dès cette enfance, son plus grand plaisir est de peindre des paysages et des portraits d'autant plus qu'il recevait tous les conseils pour son art par ses parents. Il poursuit comme élève de l'École des beaux-arts de Lyon sous la direction de Claude Bonnefond (1796-1860).
Son père, veuf depuis 1817, se remarie avec Marie Marthe Cognis (1792-1833) avec laquelle il aura quatre enfants entre 1823 et 1829.
En 1834, son père l'envoie étudier la peinture auprès de Dominique Ingres, lequel devenant directeur de la villa Médicis, il le rejoint à Rome avec Hippolyte Flandrin. Lavergne expose régulièrement au Salon de 1838 à 1878. En 1838, il y expose un tableau religieux Notre Seigneur entouré d'enfants, acquis par les sœurs de Saint-Vincent-de-Paul d'Ainay, mais surtout il se fait connaître. Bon portraitiste, il fait la connaissance de l'abbé Charles-Éléonore Dufriche-Desgenettes (1778-1860), curé de la basilique  Notre-Dame-des-Victoires de Paris, du révérend père Henri Lacordaire (1802-1861) et obtint une médaille de 3e classe au Salon de 1845. L'État lui achète divers tableaux. Le 21 juillet 1839, il devient membre de la Société de Saint-Jean pour le développement de l'art chrétien, mais de retour en France pour cause de santé après le 22 janvier 1840, il ne sera pas présent à Rome le 30 avril 1840 pour l'intronisation de la Confrérie de Saint-Jean, dont il fut 2e prieur. Il est membre des Fraternités laïques dominicaines.
Il épouse le 9 novembre 1844 à Paris la fille de Georges Ozaneaux, Julie, autrice de contes sous le nom de Julie Lavergne 1823-1886, avec laquelle il a neuf enfants. Le père Lacordaire célèbre le mariage religieux à l'église Saint-Louis-en-l'Île.
L'année 1853 le consacre en tant que peintre avec une peinture murale dans la tradition de Raphaël dans la chapelle Saint-Barthélémy dite Notre-Dame du Bon-Secours de Châtillon d'Azergues.
Sa prédilection pour les sujets religieux le conduit à dessiner des cartons pour des vitraux dont les premiers sont réalisés par Édouard Didron en 1854 pour l'église Saint-Maur de Lunéville.
En 1856, Émilien de Nieuwerkerke (1811-1892) lui passe commande de 12 verrières représentant les douze apôtres pour la chapelle de l'hôpital Lariboisière, étant stipulé dans le contrat que l'auteur des cartons devra également être l'exécutant des verrières. Lavergne ouvre pour cela un atelier au 46, rue Madame. L'ouvrage, qu'il signe Lavergne et Bion, est terminé en 1857.
Viollet-le-Duc l'appelle près de lui comme inspecteur archéologue, ce qui lui permet d'approfondir ses connaissances du vitrail. Il travaille, entre autres, avec les ateliers Lorrain de Chartres et entame une seconde carrière artistique.

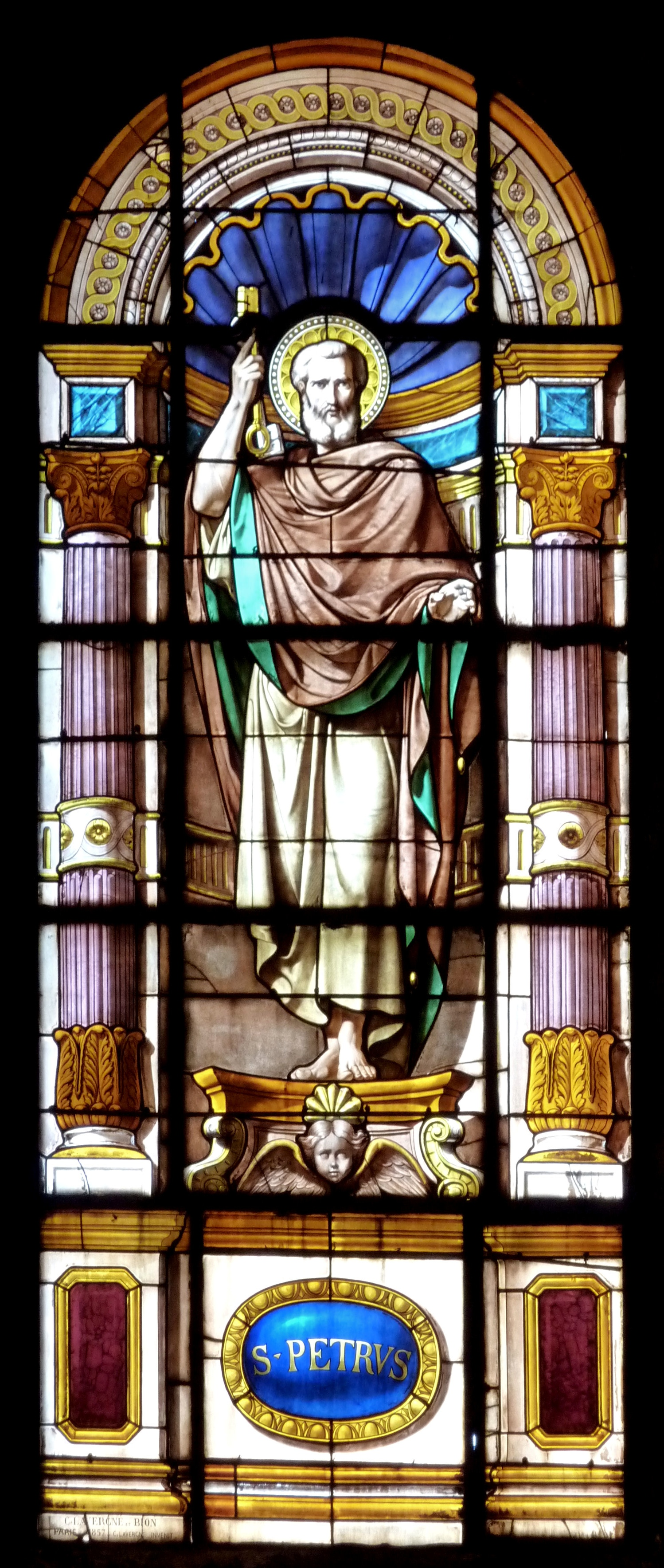
Saint Pierre, Paris, chapelle de l'hôpital Lariboisière.

Il crée un atelier de peinture sur verre au 74, rue d'Assas à Paris d'où sortirent de nombreux vitraux. Cet atelier continuera avec ses deux fils Georges Claudius et Noël, puis avec le fils du premier nommé André. Il est également jusqu'à sa mort, président du syndicat de la corporation des maîtres-verriers de France et critique d'art pour le journal L'Univers. En 1860 il réalise les vitraux de l'église Saint-Joseph d'Enghien-les-Bains.
Il est également restaurateur de vitraux pour la chapelle royale du château de Versailles, de l'oratoire de Marie de Médicis au château de Blois, de l'église Saint-Léonard d'Alençon, ou encore des cathédrales de Senlis, de Noyon, de Rennes et de Verdun.
Il reçoit les insignes de commandeur de l'ordre de Saint-Grégoire-le-Grand.
Claudius Lavergne meurt le 31 décembre 1887 à son domicile au 74, rue d'Assas à Paris et est inhumé au cimetière Saint-Louis de Versailles.

## Vitraux
Argentine

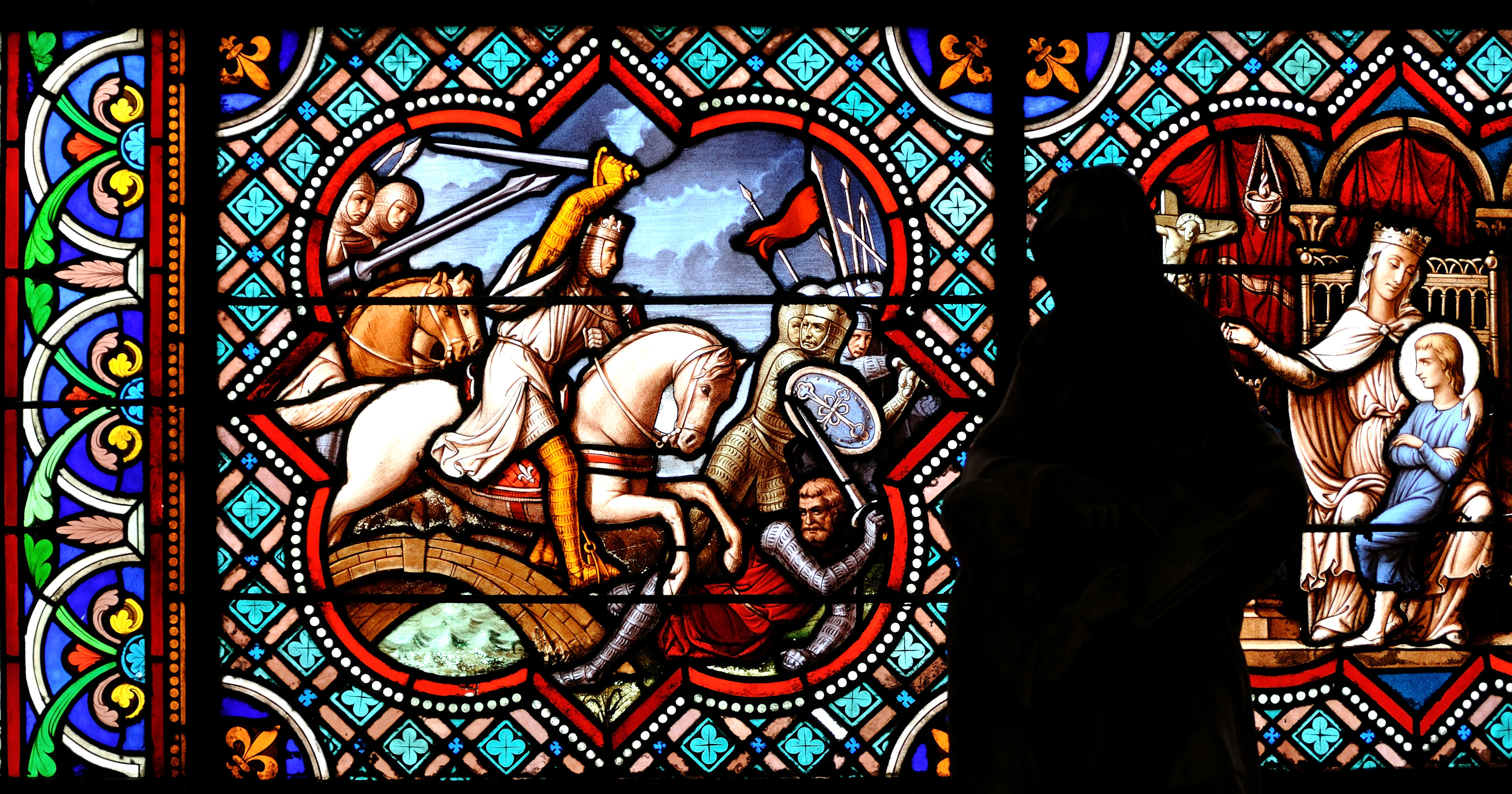
Saint Louis (1863, détail), cathédrale Notre-Dame de Senlis.

- Buenos Aires, chapelle des sœurs de Saint-Vincent-de-Paul.

Australie
- Sydney, église Saint-Patrick.

Brésil
- Itatiba, l'ancienne église de Nossa Senhora do Belém (Notre-Dame de Bethléem) - aujourd'hui, la Basilique. Des anciens vitraux du XIXe siècle, il n'y a actuellement que trois vitraux dans le frontispice.

Espagne
- province de Burgos[Où ?], monastère des Bénédictines[Lequel ?].

France
- Agen, cathédrale Saint-Caprais : Martyre de saint Étienne.
- Blois, église Saint-Vincent-de-Paul : Vœu de Louis XIII.
- Cholet, église Notre-Dame : Saint Louis.
- Combourg, église paroissiale.
- Honfleur, chapelle Notre-Dame-de-Grâce d'Équemauville : Apparition de Marie à Lourdes[8].
- Lyon, église Saint-Nizier.
- Montluçon,  chapelle du collège Saint-Joseph.
- Paris :
  - église Saint-André-de-l'Europe[9].
  - église Saint-Augustin.
  - église Saint-Merri.
- Rennes, chapelle Saint-Étienne du couvent des Augustins : vitraux brisés en 1944, ils furent remplacés par ceux de Joseph Archepel en 1951.
- Roubaix, église Notre-Dame : vitraux représentant les stations du chemin de croix et une nativité, posés en 1859.
- Saint-Cyr-au-Mont-d'Or, église Saint-Cyr et Sainte-Julitte.  Entre 1875 et 1883 les 61 vitraux sont réalisés en peinture sur verre dans les ateliers parisiens du maître verrier Lyonnais Claudius LAVERGNE (1814-1887) et ses fils. Protection au titre des Monuments historiques : 1987/12/31 : inscrit au titre objet : Arrêté : 61 vitraux (59 verrières et 2 roses). Scènes du Nouveau Testament et de vies de saints, saints, mosaïques, Claudius Lavergne et ses fils, entre 1875 et 1883. (Liste des objets mobiliers inscrits du Rhône, Conservation des antiquités et objets d'art du département du Rhône et de la métropole de Lyon, 2016.)
- Saint-Laurent-sur-Sèvre, couvent.
- Saint-Quentin, basilique Saint-Quentin : Histoire de la dévotion au Sacré-Cœur, détruit en 1917 et remplacé par une œuvre de Pierre Choutet en 1958.
- Senlis, cathédrale Notre-Dame : Saint Louis.
- Verrières-le-Buisson, église Notre-Dame-de-l'Assomption[10] : Rosace ; Sainte Anne ; Saint Louis.
- Vrigne-aux-Bois, église paroissiale[11].

Italie
- Rome, École française de Rome, chapelle.
- Sanremo, couvent des Dames de la Mère de Dieu.

Suisse
- Genève, cathédrale Saint-Pierre : onze verrières, dont Sainte Clotilde.
- Lausanne, cathédrale Notre-Dame.

Uruguay
- Montevideo, cathédrale métropolitaine de Montevideo.

## Salons
- Salon de Paris :
  - 1839 : Adam et Ève, no 1254, musée des Beaux-Arts de Caen (détruit en 1944).
  - 1841 : Martyre de saint Étienne , no 1219, cathédrale Saint-Caprais d'Agen.